# 石狩市
石狩市（日语：／ Ishikari shi */?）是位于北海道石狩振興局北部的一個城市，鄰近札幌市北邊的郊區。石狩市是石狩振興局內唯一面向大海的城市，其海岸線相當長。西邊的石狩川在此形成河口並注入石狩灣；南邊則隔著發寒川和茨戶川與札幌市接壤。東邊鄰近當別町，北邊鄰近新十津川町和增毛町，且位於暑寒別天賣燒尻國定公園的山區內。當地曾盛行漁業，但二戰結束後則作為札幌市的通勤城鎮發展。 
市名「石狩」源自從轄區中流過的石狩川，石狩川的名稱則是源自阿伊努語的「i-sikar-a-pet」，意思是「彎彎曲曲的河川」。

## 歷史
從慶長年間松前藩在此設置「石狩場所」以來，此地變成為日本和人與阿伊努族交易中心；又因為位於石狩川下游出海口，也逐漸成為北海道內陸對外運送貨物的中繼點。

### 年表
- 1871年：設置花畔村、生振村。
- 1882年：設置樽川村。
- 1902年4月1日：
  - 位於石狩川河口附近的石狩市街與生振村合併成立石狩町，並成為北海道二級町。
  - 花畔村和樽川村合併成花川村，並成為北海道二級村。
  - 厚田郡厚田村、別狩村、小谷村、押琴村、古潭村、安瀬村、濃昼村合併成厚田村，並成為北海道二級村。
  - 濱益郡茂生村、郡別村合併成濱益村，並成為北海道二級村。
- 1907年4月1日：
  - 花川村併入石狩町，並成為北海道一級町。
  - 望來村併入厚田村，並成為北海道一級村。
  - 黃金村併入濱益村，並成為北海道一級村。
- 1975年：石狩町的部分地區（現在的小樽市錢函4～5丁目）併入小樽市。
- 1996年9月1日：石狩町改制為石狩市。
- 2005年10月1日：厚田郡厚田村、濱益郡濱益村併入石狩市。

## 交通

### 鐵道
由於石狩市轄區內一直無鐵路通過，市內居民必須自行開車或搭乘巴士才能前往札幌工作或就學，一旦積雪就常造成交通堵塞之問題。早從大正時期就曾經多次提出在石狩地區建設鐵路的計畫，在1922年社至鐵路省之後，曾經提出計劃興建由札幌經石狩通往增毛地區的鐵路，但一直未曾動工興建。在1956年也曾經由石狩町政府自行籌資設立「石狩鐵路株式會社」（後於1963年更名為「札幌接連港口鐵路株式會社」），並取得桑園地區至石狩之間的事業經營許可執照，更進一步的在1959年開始動工，但因資金不足而停止興建，最後在1998年歸還執照並解散公司。

### 港口
- 石狩灣新港（重要港灣）：有定期航線駛往中國和韓國，現貨運量為北海道第六大。
- 石狩港
- 厚田漁港
- 濱益漁港

### 道路
| 一般國道 - 國道231號 - 國道337號 - 國道451號 主要地方道 - 北海道道11號月形厚田線 - 北海道道28號當別濱益港線 - 北海道道44號石狩手稻線 - 北海道道81號岩見澤石狩線 | 道道 - 北海道道225號小樽石狩線 - 北海道道273號花畔札幌線 - 北海道道508號矢臼場札幌線 - 北海道道527號望來當別線 - 北海道道865號樽川篠路線 - 北海道道1066號石狩湾新港線 |

### 巴士
- 北海道中央巴士
- 沿岸巴士

## 教育

### 大學
- 藤女子大學花川校區

### 高等學校
| - 道立北海道石狩翔陽高等學校 （页面存档备份，存于） | - 道立北海道石狩南高等學校 （页面存档备份，存于） | - 道立北海道濱益高等學校 |

### 中學
| - 石狩市立石狩中學校 - 石狩市立樽川中學校 - 石狩市立花川中學校 | - 石狩市立花川南中學校 - 石狩市立花川北中學校 - 石狩市立厚田中學校 | - 石狩市立望來中學校 - 石狩市立聚富中學校 - 石狩市立濱益中學校 |

### 小學
| - 石狩市立石狩小學校 - 石狩市立生振小學校 - 石狩市立紅南小學校 - 石狩市立花川小學校 - 石狩市立花川南小學校 | - 石狩市立南線小學校 - 石狩市立紅葉山小學校 - 石狩市立八幡小學校 - 石狩市立綠苑台小學校 - 石狩市立若葉小學校 | - 石狩市立厚田小學校 - 石狩市立望來小學校 - 石狩市立聚富小學校 - 石狩市立濱益小學校 |

## 姊妹市・友好都市

### 海外
- 坎貝爾里弗（加拿大 不列顛哥倫比亞）：於1983年10月24日締結友好城市。[5]
- 瓦尼諾（俄羅斯 哈巴羅夫斯克邊疆區）：於1993年6月3日締結友好城市。
- 彭州市（中華人民共和國 四川省 成都市）：於2000年10月24日締結友好城市。

## 本地出身之名人
- 石狩太一：職業摔角選手
- 附田雄剛：滑雪選手
- 泉健太：日本眾議院議員
- 子母澤寛：小説家
- 戶田城聖：宗教家
- 吉葉山潤之輔：第43代橫綱
- 中井祐樹：巴西柔術格闘家
- 工藤舞：歌手

## 外部連結
- （简体中文）石狩市官方網頁 （页面存档备份，存于）
- （日語）石狩觀光協會 （页面存档备份，存于）
- （日語）石狩北商工會
- （日語）石狩商工會議所 （页面存档备份，存于）
- （日語）石狩體育協會 （页面存档备份，存于）
- （日語）石狩灣新港管理組合 （页面存档备份，存于）
- （日語）石狩海濱植物保護中心 （页面存档备份，存于）
- （日語）石狩市鄉土研究會